# Plaistow, West Sussex
Plaistow är en ort och civil parish i Storbritannien.   Den ligger i grevskapet West Sussex och riksdelen England, i den södra delen av landet, 60 km sydväst om huvudstaden London.